# Orthotrichum occidentale
Orthotrichum occidentale là một loài rêu trong họ Orthotrichaceae. Loài này được James mô tả khoa học đầu tiên năm 1871.
Danh pháp khoa học của loài này chưa được làm sáng tỏ. 